# Kailali
Kailali é um distrito da zona de Seti, no Nepal. A sua sede é a cidade de Dhangadhi, cobre uma área de 3 235 km² e a sua população era, em 2001, de 616 697 habitantes.